# 카베르네 프랑
카베르네 프랑(Cabernet Franc)은 세계적으로 널리 재배되는 포도주용 포도 품종이다.  프랑스 보르도 지역에서는 주로 카베르네 소비뇽과 메를로와 함께 혼합된다. 루아르 시농에서는 단일 품종으로 재배되기도 하며,  캐나다와 미국에서는 더 다양한 품종과 함께 혼합되기도 한다. 때로는 아이스와인으로도 사용된다.
카베르네 프랑은 카베르네 소비뇽보다 더 묽다. 따라서 혼합하면 포도주를 더 밝게 만들어주고, 과일향이 강한 포도와 혼합되면 스파이시한 향을 더해준다. 주로 후추향이 더해지며, 재배 지역과 재배 스타일에 따라 담배, 라즈베리, 피망, 블랙커런트, 제비꽃 향이 더해질 수도 있다.
보르도 지역의 카베르네 프랑 기록은 18세기 말까지 거슬러 올라가며, 그 이전까지는 루아르 지역에 심어 져 있었다. DNA 분석 결과 카베르네 프랑은 카베르네 소비뇽, 메를로, 카르미네르의 부모 중 하나이다.

## 역사

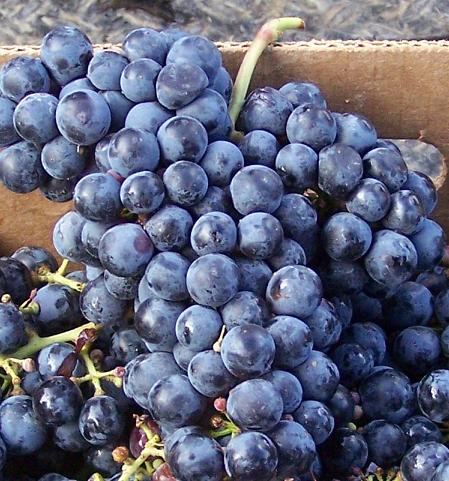
카베르네 프랑 포도

카베르네 프랑은 17세기 프랑스 리슐리에 추기경이 보르도의 리부른 지역에서 잘라온 나무를 루아르 계곡에 심었다고 전해진다. 루아르 부흐괴이의 수도원에서 재배를 시작하며 당시 수도원장이었던 브르통(Breton)이 처음으로 이 포도를 별개의 품종으로 다루기 시작했다. 18세기에 이르러 보르도 대부분 지역에서 고급 포도주를 만들기 위해 카베르네 프랑[부셰(Bouchet)라고도 불렸음]을 재배하기 시작했다. 19세기 전후로 카베르네 소비뇽이 유명해지면서 카베르네 프랑과 유사성이 발견되기 시작했고, 1997년 소비뇽 블랑과 카베르네 프랑의 유전자가 혼합되어 카르베네 소비뇽이 나타났음을 보여주는 DNA 증거가 나왔다.

## 포도 재배

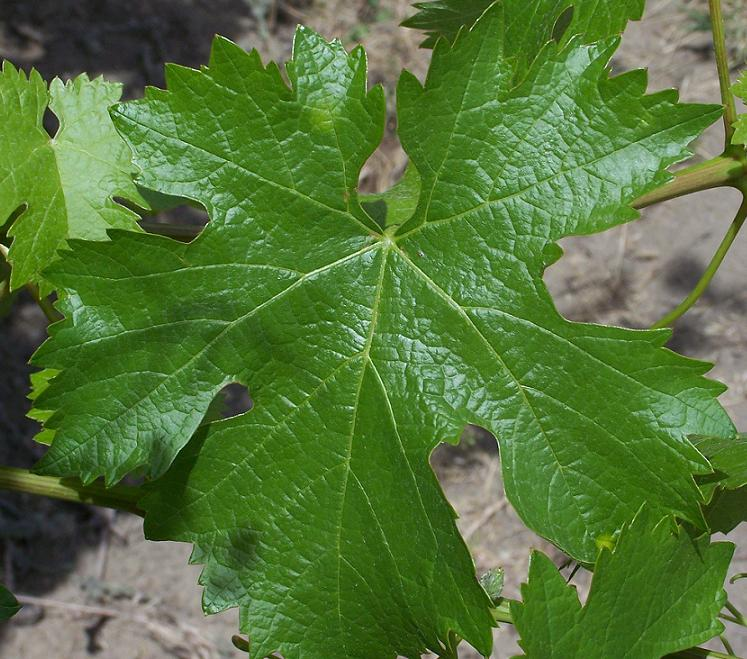
카베르네 프랑 잎

일반적으로 카베르네 소비뇽과 매우 비슷하지만, 꽃이 1주일 정도 빨리 피고 포도 역시 빨리 익어간다. 이러한 특성으로 카베르네 소비뇽에 비해 루아르 계곡 지역처럼 조금 더 시원한 기후에서 잘 자란다. 보르도에서는 포도 수확시기에 예측할 수 없는 악천후로 카베르네 소비뇽이 피해를 입었을 때 보험으로 카베르네 프랑을 재배한다. 그러나 빠른 발아는 포도나무 병충해(Coulure) 위험에 더 빨리 노출된다. 나무는 위를 향해 직립적으로 자라고 가지들은 중소형 사이즈로 길쭉한 편이다. 잎은 짙은 녹색에 5방향으로 넓직하고 날카롭게 뻗은 모양이다. 열매는 상당히 작고 흑청색을 띄며, 껍질이 앏다. 포도 나무가 수명이 다 할 때마다 필연적으로 접목 등으로 새 나무를 키워야 하는데, 카베르네 프랑은 카베르네 소비뇽보다 돌연변이가 발생하기 쉽고, 피노 누아르 보다는 적다.
카베르네 프랑은 토지 적응력이 우수한 편이지만, 흙, 석회질 토양에서 더 잘 자라고 질감이 풍부한 포도주를 만들어낸다. 루아르 계곡 안에서도 자갈, 경사 등에 따라 달라진다. 또 수확을 과도하게 늘릴 경우에도 바로 영향을 받아 덜 익거나 쓴 맛이 강해진다.